# Kornelia Lesiewicz
Kornelia Lesiewicz (ur. 14 sierpnia 2003 w Gorzowie Wielkopolskim) – polska lekkoatletka, specjalizująca się w biegu na 400 metrów.
W 2021 roku została halową wicemistrzynią Polski (Toruń) w biegu na 400 metrów. Jest rekordzistką Polski juniorów na tym dystansie. Podczas halowych mistrzostw Europy (Toruń 2021) została brązową medalistką w sztafecie 4 × 400 m. Była rezerwową zawodniczką na igrzyskach olimpijskich w Tokio (2021), nie wystąpiła w żadnym biegu. Zdobywała natomiast medale mistrzostw Europy i świata juniorów.

## Osiągnięcia
| Rok  | Impreza                     | Miejsce | Konkurencja              | Lokata     | Wynik       |
| ---- | --------------------------- | ------- | ------------------------ | ---------- | ----------- |
| 2021 | Halowe mistrzostwa Europy   | Toruń   | sztafeta 4 × 400 m       | 3. miejsce | 3:29,94     |
| 2021 | World Athletics Relays      | Chorzów | sztafeta 4 x 400 metrów  | 2.miejsce  | 3:28,81     |
| 2021 | Mistrzostwa Europy Juniorów | Tallinn | 400 metrów               | 1.miejsce  | 52,46       |
| 2021 | Mistrzostwa świata juniorów | Nairobi | sztafeta 4 x 400 m mikst | 2. miejsce | 3:19,80 EJR |
| 2021 | Mistrzostwa świata juniorów | Nairobi | 400 metrów               | 2. miejsce | 51,97       |

## Rekordy życiowe
- Bieg na 400 metrów (stadion) – 51,97 (21 sierpnia 2021, Nairobi)
- Bieg na 400 metrów (hala) – 52,56 (21 lutego 2021, Toruń) halowy rekord Polski juniorów[2]
- Bieg na 300 metrów (hala) – 38,00 (6 lutego 2021, Toruń) halowy rekord Polski juniorów[5][6].